# 403 a.C.

## Eventos

### Ocidente
- Mânio Emílio Mamercino, pela segunda vez, Marco Quintílio Varo, Lúcio Valério Potito, pela terceira vez, Lúcio Júlio Julo, Ápio Cláudio Crasso Inregilense Sabino e Marco Fúrio Fuso, tribunos consulares em Roma.
- Pausânias restaura a democracia em Atenas.